# SLAY Radio
SLAY Radio är en radiostation som endast kan nås via internet. Stationen spelar remixar och låtar baserade på musiken från hemdatorn Commodore 64 som var populär på 1980-talet. Kreativiteten i originallåtarna till C64an är en följd av datorns begränsningar. Eftersom C64an endast kan spela tre toner samtidigt, så fick musikerna koncentrera sig på mer än bara många olika stämmor.
Remixare och DJ:ar fortsätter än idag att finna inspiration genom denna musik och det släpps kontinuerligt nytt material.
Kenneth Mutka (även känd som Slaygon, gammal kändis i C64 demo-kretsar) startade radiostationen någon gång under år 1999. Under de första åren förde radiostationen en diskret tillvaro, låtarna spelades från en roterande playlist. Under senare år[när?] har aktiviteten runt stationen ökat, både antalet aktiva radiomedarbetare och lyssnare har ökat. Vanligtvis sänds det en till tre liveshower i veckan, varvid DJ:ar och fans umgås över IRC.
Radion fick större uppmärksamhet i och med att en av plattvändarna, "Boz", skulle flytta från Storbritannien till Sverige. Under ett par liveshower fick han gå en kurs i svenska med titeln Mastering Swedish, ljudfilerna från dessa kurstillfällen spreds över nätet även till icke C64-insnöade personer.

## Mer information
- http://www.slayradio.org - Hemsida Slayradio
- http://www.slayradio.org/home.php#mastering_swedish - Mastering Swedish
- Irc-kanalen #slayradio på EFnet
- http://remix.kwed.org - Ett stort arkiv med mixningar av Commodore 64-låtar.